# Мармотан Моне
„Мармотан Моне“ е художествен музей в Париж.
Основан е през 1934 г. от Паул Мармотан, който завещава колекцията си на Академията на изящните изкуства. До 1971 г. на музея са завещани и подарени още картини, а през 1966 г. синът на Клод Моне, Мишел Моне, дарява на музея 65 от картините на баща му. По този начин музеят „Мармотан Моне“ получава най-голямата колекция картини на Моне в света. Някои от другите художници, чиито картини музеят притежава са Берта Моризо, Едуар Мане, Едгар Дега и Анри Руар. 

## Кражба от 1985 г.
На 27 октомври 1985 г. крадци на картини задържат около 50 посетители и пазачи и открадват девет импресионистични картини на Клод Моне, Пиер Огюст Реноар, Берта Моризо и Сей-ичи Нарусе (Sei-ichi Naruse). Най-ценната открадната картина е „Импресия, Изгряващо слънце“, която дава името на импресионизма и се оценява на поне 3 млн. щатски долара през 1985 г. Кураторът на музея оценява останалите картини на повече от 9 млн. щатски долара.  Други експерти ги оценяват на 20 млн. щатски долара и дори на безценни, тъй като са твърде известни, за да бъдат продадени. Картините са открити на 5 декември 1990 г. в южния корсикански град Порто-Векио, след като крадците се опитват да ги продадат на японски търговци на картини. 